# Liste der Baudenkmäler in Paradiese
Die Liste der Baudenkmäler in Paradiese enthält die denkmalgeschützten Bauwerke auf dem Gebiet von Soest-Paradiese in Nordrhein-Westfalen (Stand: 1. November 2019). Diese Baudenkmäler sind in der Denkmalliste der Stadt Soest eingetragen; Grundlage für die Aufnahme ist das Denkmalschutzgesetz Nordrhein-Westfalen (DSchG NRW).

| Bild                                                                         | Bezeichnung                                                                  | Lage                            | Beschreibung | Bauzeit           | Eingetragen seit | Denkmal- nummer |
| ---------------------------------------------------------------------------- | ---------------------------------------------------------------------------- | ------------------------------- | ------------ | ----------------- | ---------------- | --------------- |
| Wohnhaus – ehemaliges Dominikanerinnenkloster, siehe auch: Paradiese#Kloster | Wohnhaus – ehemaliges Dominikanerinnenkloster, siehe auch: Paradiese#Kloster | Paradiese Im Stiftsfeld 1 Karte |              | 1. Hälfte 18. Jh. | 16.06.1986       | 355             |

Die Angaben zu Bauzeit und Eintragung in dieser Liste entstammen, wenn nicht anders angegeben, der für diesen Eintrag angeforderten Version der Denkmalliste vom November 2019.